# Vassili Komaroff
Vassili Ivanovitch Komaroff (né Vassili Téréntiévitch Pétrov ; en russe : Василий Терентьевич Петров) est né le 1ᵉʳ janvier 1871 à Vitebsk et mort le 18 juin 1923 à Moscou, est un criminel russe, reconnu coupable de l’assassinat de trente-trois personnes à Moscou entre 1921 et 1923. Parmi les premiers tueurs en série identifiés en Union soviétique, il exerçait la profession de maquignon et perpétra ses forfaits dans une écurie attenante à sa demeure, où il tua la plupart de ses victimes, toutes clientes de son commerce. Condamné à mort, il fut exécuté le 18 juin 1923.

## Biographie
Vassili Terentevich Petrov est né en 1871, issu d’une famille modeste et prolifique du gouvernement de Vitebsk, dans l’Empire russe, fut affligé d’une inclination prononcée pour l’ivrognerie dès sa quinzième année. Engagé dans l’armée impériale pour une durée de quatre ans, il contracta mariage à l’âge de vingt-huit ans. Lors du conflit russo-japonais de 1904, il se rendit en Extrême-Orient, où il parvint à accumuler un pécule, promptement dissipé par son intempérance. Condamné à une peine d’un an de détention pour s’être livré au pillage d’un magasin militaire, il perdit son épouse, emportée par le choléra durant son incarcération. Libéré, il gagna Riga (actuelle Lettonie) et convola en secondes noces avec une veuve polonaise dénommée Sophia, dont il eut deux enfants. En proie à son vice, Petrov se livrait fréquemment à des sévices sur son épouse et sa progéniture, son alcoolisme demeurant invétéré.
En 1915, durant la Première Guerre mondiale, alors que les troupes de l’Empire allemand pénètrent dans la région Baltique, Petrov et les siens se fixent dans la contrée de la Volga, en Russie impériale. Lorsque cet empire commence à se disloquer en 1917, il s’enrôle dans l’Armée rouge au cours de la Révolution d’Octobre, acquiert l’instruction élémentaire et accède au grade de commandant de peloton. Combattant lors de la guerre civile russe, il est fait prisonnier par les forces de l’Armée blanche du général Dénikine. Bien qu’il parvienne à s’évader, il adopte le pseudonyme de Vassili Ivanovitch Komaroff (en russe : Василий Иванович Комаров ; parfois orthographié Komarov) afin d’éviter les poursuites du Tribunal militaire révolutionnaire. En 1920, il gagne Moscou avec sa famille et s’établit au 26, rue Chabolovka. Là, il exerce la profession de cocher et de marchand de chevaux, tout en perpétuant des activités de larcin.

### Meurtres
En février 1921, alors que Vladimir Lénine instaurait la Nouvelle Politique Économique (NEP), autorisant à nouveau l'initiative privée, Vassili Komaroff perpétra ses premiers homicides. Sa méthode criminelle suivait un schéma immuable : Komaroff entrait en contact avec un individu désireux d’acquérir un cheval, l’attirait en son domicile et lui offrait de la vodka. La victime était ensuite assommée à coups de marteau, parfois achevée par égorgement. Le cadavre était alors enfermé dans un sac, puis dissimulé dans la demeure, enfoui sous terre ou précipité dans les eaux de la Moskova. L’année suivante, son épouse, Sophia Komaroff, eut connaissance de ces forfaits. Loin de s’en alarmer, elle y prit part activement. En 1921, Komaroff commit au moins dix-sept assassinats, puis douze autres au cours des deux années suivantes, bien qu’il en ait ultérieurement confessé trente-trois.
Les autorités policières commencèrent à discerner une inquiétante succession d’homicides aux alentours de Moscou lorsque les dépouilles de vingt-et-un hommes furent découvertes, abandonnées dans des sacs à ordures, systématiquement un jeudi ou un samedi. Cette macabre régularité engagea les forces de l’ordre dans une investigation s’étalant sur deux années. Komaroff, perçu comme un individu épanoui dans son foyer, dissimulait en réalité une propension à la violence extrême, connue de son entourage proche. Il avait même attenté à la vie de son propre fils, âgé de huit ans. Les habitués du marché où il se rendait pour vendre des chevaux remarquèrent qu’il y paraissait invariablement les mercredis et vendredis, souvent sans monture, et qu’il en repartait presque invariablement en compagnie d’un client.

### Arrestation et condamnation
Début 1923, les forces de l’ordre se présentèrent au domicile de Komaroff dans le cadre d’une enquête sur un trafic d’alcool prohibé. Toutefois, lors de la fouille de son écurie, elles découvrirent, dissimulé sous une botte de foin, le cadavre de sa dernière victime. Komaroff parvint à s’évader en sautant par une fenêtre, mais il fut finalement appréhendé le 18 mars 1923 dans l’oblast de Moscou. Lors de son interrogatoire, il reconnut avoir assassiné trente-trois hommes — du moins à sa connaissance —, tous venus dans l’intention d’acquérir l’un de ses chevaux. Le vol fut identifié comme le mobile des homicides, bien que les sommes dérobées fussent dérisoires. Après ses aveux, il guida les enquêteurs vers les lieux où il avait jeté les dépouilles, mais seuls six des douze corps signalés purent être retrouvés. Interrogé sur ses forfaits, Komaroff dépeignit le meurtre comme une « besogne effroyablement aisée ». Incarcéré, il tenta à trois reprises de mettre fin à ses jours. Son épouse, Sophia, fut également condamnée pour complicité, les autorités estimant inconcevable qu’elle eût pu ignorer les agissements de son mari dans l’écurie attenante à leur habitation. L’expertise médico-légale le déclara sain d’esprit, bien que le diagnostiquant comme un alcoolique dégénéré et un psychopathe. 
Komarov et Sophia furent condamnés à la peine capitale et fusillés par un peloton d’exécution à Moscou, le 18 juin 1923.